# 高崎市警察
高崎市警察（たかさきしけいさつ）は、かつて存在した群馬県高崎市の自治体警察。

## 概要
旧警察法の施行で、従来の群馬県警察部が解体され、1948年（昭和23年）3月7日に高崎市警察署が設置された。
その後、1954年（昭和29年）に、旧警察法の全面改正がなされて新警察法が公布された。これにより国家地方警察と自治体警察が廃止され、新たに都道府県警察として群馬県警察本部が発足。高崎市警察も群馬県警察に統合され、姿を消した。